# Martina Bischof
Martina Bischof (n. 23 noiembrie 1957, Berlin, RDG) este o caiacistă ce a reprezentat Republica Democrată Germană, medaliată olimpică. A participat la o ediție a Jocurilor Olimpice (1980) în care a câștigat o medalie de aur.

## Participări
Lista de mai jos prezintă principalele competiții la care a participat Martina Bischof de-a lungul carierei.
- canoeing at the 1980 Summer Olympics – women's K-2 500 metres[*]